# Land- und Stadtgericht Attendorn
Das Land- und Stadtgericht Attendorn war von 1839 bis 1849 ein preußisches Land- und Stadtgericht mit Sitz in Attendorn.

## Geschichte
Das Land- und Stadtgericht Attendorn entstand zum 1. Januar 1839 aus dem aufgelösten Justizamt Attendorn sowie aus Teilen der aufgelösten Justizämter Bilstein und Eslohe. Es war dem Oberlandesgericht Arnsberg zugeordnet. Hinzu kam der Sprengel des Patrimonialgerichts Lenhausen außer für die Hypotheken- und Zivilrechtssachen, für die dieses zuständig war.
Sein Sprengel umfasste
1. aus dem Kreis Olpe die Steuergemeinden Attendorn, Heggen, Windhausen, Ewig, Foerde, Elspe einschließlich Burbecke und Helden jedoch ohne dem Dorf Oberveischede und dem Hause vor’m Neuenwalde, die dem Land- und Stadtgericht Olpe zugewiesen waren
2. aus dem Kreis Meschede die Steuergemeinden Fretter, Schönholthausen, Schliprüthen und Lenhausen
3. aus dem Kreis Arnsberg die Steuergemeinden Hohenwibbecke und Wildewiese
4. aus dem Kreis Altena die ursprünglich kurkölnisch gewesenen Teile des Kirchspiels Valbert

Im Sprengel lebten anfangs 10.667 Gerichtseingesessene. Am Gericht war ein Direktor, zwei Assessoren und sechs nicht-richterliche Mitarbeiter beschäftigt.
Nach der Märzrevolution wurden in Preußen die Patrimonialgerichte abgeschafft und einheitlich Kreisgerichte geschaffen. Das Land- und Stadtgericht Attendorn wurde aufgelöst und stattdessen die Gerichtskommission Attendorn des Kreisgerichts Olpe im Bezirk des Appellationsgerichts Arnsberg geschaffen.

## Personen
- Stephan Dingerkus (juristischer Hilfsarbeiter 1838 bis 1845)